# كيرباينر 98 كيه
كيرباينر 98 كيه (بالألمانية:Karabiner 98k)، هي بندقية قتالية صنعت في ألمانيا سنة 1933م.

## الاستخدام في الحروب
أستخدمت بندقية كيرباينر في الحروب التالية:
- الحرب العالمية الثانية.
- الحرب الأهلية الإسبانية.
- الصراع العربي الإسرائيلي.
- الحرب الكورية.
- حرب الجزائر.
- الحرب العراقية الإيرانية.
- الحرب الصينية اليابانية الثانية.
- الحرب الأهلية الصينية.
- الثورة الرومانية.
- غزو العراق.
- الحرب الأهلية اليونانية.
- حروب يوغوسلافيا.

## المستخدمون
- الصين
- جمهورية الصين
- كرواتيا
- تشيكوسلوفاكيا
- الدنمارك
- ألمانيا الشرقية ، أستخدمت هذه الأسلحة من قبل الجيش الديمقراطي الألماني قبل حلها عام 1989م.
- فنلندا
- فرنسا
- ألمانيا
- إندونيسيا
- إسرائيل ، أستخدم دولة إسرائيل البندقية خلال الحروب الأربع : حرب فلسطين وحرب السويس وحرب الأيام الستة وحرب أكتوبر.
- لوكسمبورغ
- ماليزيا
- ألمانيا النازية
- فيتنام ، أستخدم فيتنام الشمالية في حربها على الفرنسيين.
- النرويج
- هولندا
- الفلبين
- البرتغال
- سان مارينو
- صربيا
- سلوفاكيا
- السويد
- الاتحاد السوفيتي ، تمكن الجيش السوفيتي للحصول على غنائم من بندقية كيرباينر 98ك، خلال فترة الحرب العالمية الثانية.
- تركيا
- يوغوسلافيا
- باكستان
- بولندا
- إثيوبيا

### مستخدمون آخرون
- حمل جيش التحرير الكوري بندقية كيرباينر ضد الإمبراطورية اليابانية من عام 1910 إلى 1945.
- فيت كونغ.